# Нили Лату
Нили Лату (енгл. Nili Latu; 19. фебруар 1982) професионални је рагбиста и капитен репрезентације Тонге, који тренутно игра за Њукасл. Висок 182 цм, тежак 101 кг, игра у трећој линији скрама. 8 година играо је у јапанској лиги за НЕЦ Грин Рокетс, а 3 године провео је на Новом Зеланду играјући за Беј оф Пленти, Чифсе и Херикејнсе. За репрезентацију Тонге је до сада одиграо 43 тест мечева и постигао 23 поена. Бранио је боје Тонге на 3 светска првенства.